# Dendromurinae
Sous-famille
Dendromurinae est une sous-famille de rongeurs appartenant à la famille des Nesomyidae. Les espèces de cette sous-famille vivent en Afrique sub-saharienne.

## Liste des genres
Selon Mammal Species of the World (version 3, 2005)  (31 mai 2016) et ITIS (31 mai 2016) :
- genre Dendromus A. Smith, 1829
- genre Dendroprionomys Petter, 1966
- genre Malacothrix Wagner, 1843
- genre Megadendromus Dieterlen & Rupp, 1978
- genre Prionomys Dollman, 1910
- genre Steatomys Peters, 1846